# Altlinster
Altlinster (Luxemburgs: Allënster) is een plaats in de gemeente Junglinster en het kanton Grevenmacher in Luxemburg.
Altlinster telt 108 inwoners (2001).

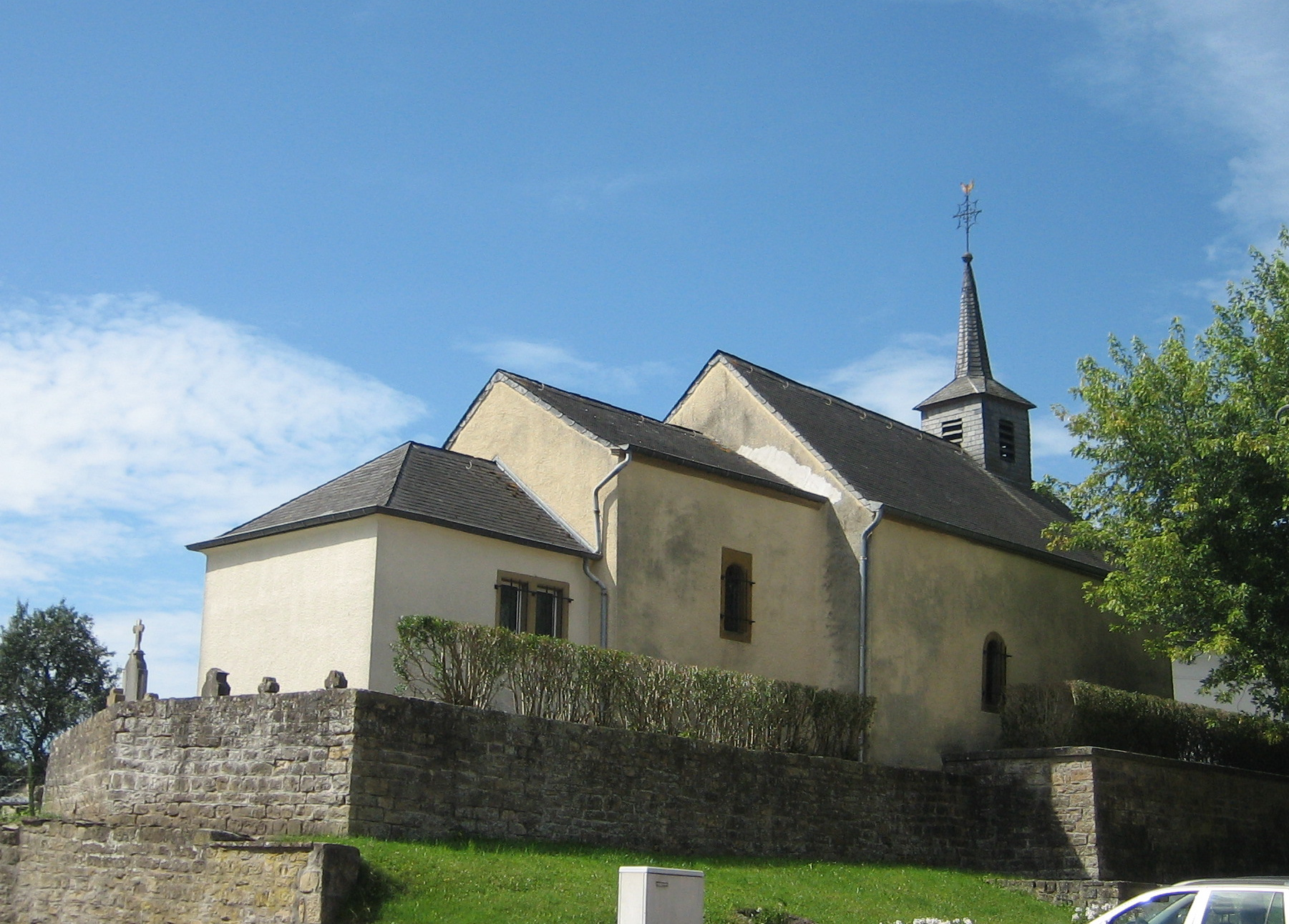
Kerk van Altlinster